# Álgeszt
Az álgeszt az élő, elsősorban lombos fák fatestének  évgyűrűhatárokat általában nem követő, rendellenes, szabálytalan alakú, nagyméretű elszíneződése.
Főleg az érett fa gesztjében figyelhető meg, melynél sötétebb színű.
Az egészséges gesztnél a tápanyagszállításban már nem résztvevő sejtek plazmája elhal, a sejtekbe és azok falába színezőanyag halmozódik fel. A bélsugarak felől tilliszek nőnek az edényekbe, melyek azok egy részét, vagy egészét eltömik, barna színükkel pedig a gesztet sötét színűvé teszik, ezzel a szíjácstól jól láthatóan elkülönül. A tillisz méretétől és a színezőanyagtól változik a geszt színe, mely sok esetben alig különbözik a szíjács színétől.
Hasonló fiziológiás jelenség az álgeszt képződés is, azzal a különbséggel, hogy a tillisz- és a színezőanyagok képződése sokkal nagyobb mértékű, és mindig valamilyen külső tényező hatására jön létre. Az erőteljesebb tillisz és színezőanyag képződés eredményeképpen az álgeszt sötétebb színű lesz, mint a normál geszt. A szín a vörösesbarnától a feketés-barnáig sokféle árnyalattal változhat, attól függően, hogy milyen fafajokban alakul ki.
A növény egészségi állapota szerint létezik egészséges és beteg álgeszt.
Megjelenés szerint öt csoportba sorolható: egészséges, felhős, csillagos, korhadt és aszimmetrikus.
A nem színes gesztű fafajoknál (például: bükk, gyertyán, hárs, juhar, nyír) jól látható. A színes geszttel rendelkező fajoknál (például: tölgy cser, dió, kőris, nyár) viszont az álgeszt a geszttől nehezen különböztethető meg.

## Felhasználhatósága
A valódi gesztnél az álgesztes faanyag száradása lassabb, ezért könnyebben reped és vetemedésre is jobban hajlamos, valamint ragasztani és telíteni is nehezebb. Legfőképpen a sugárirányú repedések és a gyűrűknél történő elválások az okai, hogy az álgesztes faanyagokat nem tudják csak korlátozott mértékben felhasználni.
Esztétikailag is kifogásolható eltérő színe, színei miatt. Nemcsak barna, de különféle szürke árnyalatú is lehet, akár fekete, vagy erősebb gombafertőzés esetén éles fekete sávval határolt sárgásfekete foltos korhadt részekkel.
A korhadás a fa értékét nagymértékben csökkentheti, akár a legtöbb célra alkalmatlanná is teheti.
A bükkfák egyik leggyakoribb fahibája. Az idősebb példányoknál szinte mindig, de a fiatalabb növényekben is gyakran előfordul. A faipar számára jelentős veszteség, mert a bükk faanyagát csak alacsonyabb áron tudják értékesíteni.
A faanyagot felhasználók véleménye szerint a második legsúlyosabb rendellenesség. 
Vevői  vélemények alapján a legértékesebbnek jelölt faanyag az egészséges álgesztű fa. Értékcsökkentő hatásként elsősorban típusa (felhős, körös stb.), mérete, keresztmetszeti részaránya a döntő tényező. Fontos az is, hogy megjelenik-e mindkét vágásoldalon. 
A csillagos álgesztesnél a sebgesztes faanyag kisebb értékű, míg az elvétve előforduló abnormális geszt általában teljes értékvesztést jelent. 
A legkevésbé, szinte elhanyagolható értékcsökkentő szempont az álgeszt színe.
Az álgesztes fa sokszor sűrű és tartós, szilárdsága is megfelelő, bár a nyírószilárdsága a hibamentes fáétól rosszabb. Az egészséges álgeszt csak esztétikai hiba.
Rusztikus kivitelű csaphornyos parkettáknál kimondottan kedvelt és keresett a többszínű, álgesztes faanyag.

## Mérése az élő fában
Az álgeszt jelenléte a fában, annak nagysága, minősége, a fa értékét, sokszor felhasználhatóságát is nagymértékben meghatározza. Megjelenésének, terjedési gyorsaságának, fiziológiájának minél jobb megismerése gazdaságilag nagy jelentőségű. Az álgeszt kutatásban elsősorban a német és a svájci kutatók járnak az élen, de Magyarországon is jöttek létre fontos eredmények. 
Egy élő szervezetről történő képalkotás csak a vizsgált test és a képalkotó eszköz között létrejövő energiaátadással lehetséges. Ez elektromágneses-, röntgen-, vagy akusztikai sugárzással érhető el.
A fa egészséges részéhez képest az álgesztes rész elektromos tulajdonságai eltérnek, valamint nagyobb elektromos vezetőképességgel is rendelkezik.
Rétegfelvételeket készítő röntgenberendezés, (komputertomográf) alkalmas az álgeszt kimutatására, viszont annak nagyságára, rajzolatának megállapítására nem lehet megbízható képet kapni. 
Viszont ha a törzs köré mérőelektródákat helyeznek, majd abba elektromos áramot vezetnek, egy erőtér jön létre, melynél az álgesztes faanyagban, az egészségessel szemben kisebb feszültségértékeket lehet mérni.
Mágneses rezonancia vizsgálattal az álgeszt jól kivehető, határvonalai élesek.
Mind a komputertomográfos, mind a mágneses rezonanciás képalkotó eszközök ára és üzemeltetési költsége igen magas, így az ezekkel történő vizsgálatok nem elterjedtek.

## Az álgesztes faanyag népszerűsítése
Az álgesztes faanyag szélesebb körben való értékesíthetőségére néhány nagyobb próbálkozás is történt: 
- 2002-ben a Baden-Württembergi Erdészeti Hatóság és az „Unique”Erdészeti vállalkozás a természetes erdőgazdálkodás népszerűsítése keretében vizsgálta az álgesztes faanyagból előállított termékeket, azok bővíthetőségét. Az álgesztes termékeket faipari-, bútoripari szakkiállításokon, promóciós anyagokban mutatták be.
- A kölni bútoripari szakkiállításon Baden-Württemberg, Hessen, Niedersachsen és Nordrhein-Westfalen tartományok közösen létesítettek tájékoztató standot és tartottak előadásokat, melyeken 30.000 látogató vett részt.
- Az interneten egyre több az álgesztes növényekkel foglalkozó ismeretterjesztő  weblap, tájékoztató link, természetvédelmi oldal, ahol foglalkoznak az álgesztesedés problémájával, felhívva a figyelmet a természetvédelemre, a környezettudatos gondolkozásra, az ilyen anyagú faanyagok felhasználására, mely hatására az erdőben lévő fákat nem kell idő előtt kivágni, így tovább tudnak védelmi-, vagy rekreációs funkciót ellátni.
- A magyar környezettudatosság jóval elmarad például Németországhoz képest. A hazai vevők visszautasítják, vagy (felmérések szerint) visszautasítanák az álgesztes termékeket, úgy vélik ezen termékek nagyobb eséllyel maradnak raktáron.[1]

## Képgaléria
|  |  |  |  |